# Bulbophyllum floribundum
Bulbophyllum floribundum là một loài phong lan thuộc chi Bulbophyllum.